# .pr
.pr е интернет домейн от първо ниво за Пуерто Рико. Представен е през 1989. Поддържа се и се администрира от Изследователска лаборатория Гаус.

## Домейни от второ ниво
- .biz.pr – за бизнес
- .com.pr – за компании
- .edu.pr – за образователни институции, налични в Пуерто Рико
- .gov.pr – за агенции на правителството на Пуерто Рико
- .info.pr – за информационни сайтове
- .isla.pr – за хора от Пуерто Рико
- .name.pr – за частни лица
- .net.pr – за интернет ориентирани сайтове
- .org.pr – за организации, но неограничени
- .pro.pr – за професионалисти
- .est.pr – за студенти www.est.pr Архив на оригинала от 2016-03-04 в Wayback Machine.
- .prof.pr – за университетски профедори www.prof.pr Архив на оригинала от 2016-03-04 в Wayback Machine.
- .ac.pr – за академици www.ac.pr Архив на оригинала от 2016-01-24 в Wayback Machine.